# علوي بن طاهر الحداد
علوي بن طاهر الحداد (1301 - 1382 هـ) مفتي ومؤرخ وعالم لغوي من عائلة أنجبت العديد من العلماء والفقهاء من السادة آل باعلوي في حضرموت. كان مشتغلًا بالعلم والتأليف ونظم الشعر. هاجر إلى جزيرة جاوة وزار سنغافورة ودعا فيهما إلى الله، وكان من أعضاء جمعية خير في بناء المدارس بإندونيسيا، وأحد الشركاء المؤسسين للرابطة العلوية بها. ثم سافر إلى ماليزيا وتولى وظيفة الإفتاء في سلطنة جوهر. وله مؤلفات عديدة في مختلف الفنون، من أبرزها «القول الفصل فيما لبني هاشم من الفضل» و«الشامل في تاريخ حضرموت».

## نسبه
علوي بن طاهر بن عبد الله بن طه بن عبد الله بن طه بن عمر بن علوي بن محمد بن أحمد بن عبد الله بن محمد بن علوي بن أحمد الحداد بن أبي بكر الطويل بن أحمد مسرفة بن محمد بن عبد الله بن الفقيه أحمد بن عبد الرحمن بن علوي عم الفقيه المقدم بن محمد صاحب مرباط بن علي خالع قسم بن علوي بن محمد بن علوي بن عبيد الله بن أحمد المهاجر بن عيسى بن محمد النقيب بن علي العريضي بن جعفر الصادق بن محمد الباقر بن علي زين العابدين بن الحسين السبط بن علي بن أبي طالب، وعلي زوج فاطمة بنت محمد.
فهو الحفيد 35 لرسول الله محمد في سلسلة نسبه.

## مولده ونشأته
ولد بقرية قيدون من وادي دوعن بحضرموت في السادس عشر من شهر شوال سنة 1301 هـ. توفي والده وعمره لم يجاوز السنة، فنشأ في حجر والدته يتيم الأب، وعاش في كنف أخواله من آل عيسى الحبشي، وكانوا من أعيان بلدة قيدون، وكانت الفتيا والقضاء في بيتهم. وحظي أيضًا بالرعاية والعناية التامة من شيخ البلد وعين أعيانها طاهر بن عمر الحداد، وابنه محمد بن طاهر. فكان طلبه للعلم وهو دون البلوغ في بلده قيدون، مسقط رأسه، وفي بلد حوطة أحمد بن زين حيث أخوال أبيه. وتسنّى له التردد على بلدة الغرفة، فأدرك بها مسند حضرموت عيدروس بن عمر الحبشي.
حبب إليه العلم من صغره، ووُهب ذكاء حادًا وحافظة نادرة لدرجة أنه حفظ القرآن الكريم و«ألفية ابن مالك» معًا في ثلاثة أشهر، وطالع كتاب «إحياء علوم الدين» للغزالي وهو لم يتجاوز الثانية عشرة من عمره، وتصدر للتدريس والوعظ قبل أن يبلغ العشرين. وبرع في سائر العلوم والتفسير والحديث والفقه والتصوف والأصلين والأدب والتاريخ وعلوم الفلك والفلسفة، ثم كان شأنه كشأن الكثيرين من أعلام الحضارمة في الدعوة إلى الله.

## شيوخه
بدأ تعليمه على عدد من الشيوخ في بلده قيدون، وتكونت معارفه الواسعة في رحابهم وأكنافهم، وأخذ عن غيرهم من علماء وشيوخ وادي حضرموت الكبير، فزار تريم وسيئون وشبام، كما لقي بعض الأشياخ في رحلاته وأسفاره خارج حضرموت، منهم من لقيه في مدينة عدن، ومنهم من لقيه في الحرمين الشريفين، وقد فصّل ذكرهم وأخذه عنهم في كتابه «الخلاصة الشافية»، فمن هؤلاء:
| - طاهر بن عمر الحداد - محمد بن طاهر بن عمر الحداد - عمه صالح بن عبد الله الحداد - خاله عبدالرحمن بن عيسى الحبشي - عبد الله بن أبي بكر باراسين | - عمر بن سعيد باراسين - أبو بكر بن أحمد الخطيب - أحمد بن حسن العطاس - عيدروس بن عمر الحبشي - عمر بن محمد بن عثمان - عبد الرحمن بن محمد خرد | - حسين بن محمد البار - زين بن أحمد خرد - عمر بن أحمد الجيلاني - عبد القادر بافقيه - محمد بن أحمد باعقيل - حسين بن محمد الحبشي | - علي بن محمد الحبشي - محمد بن سالم السري - أحمد بن عبد الله الخطيب - علوي بن أحمد السقاف - عيدروس بن حسين العيدروس - محمد سعيد بابصيل |

ومنهم من استجاز منهم عبر المكاتبة:
| - أبو بكر بن عبد الرحمن بن شهاب الدين | - أحمد إدريسي بن محمد الأهدل - داوود بن محمد المرزوقي الزبيدي - حسين بن علي العمري | - يحيى بن محمد حميد الدين - محمد بن الصديق البطاح الأهدل - محمد زاهد بن حسن الكوثري | - محمد عبد الحي الكتاني - محمد راغب الطباخ |

## تلاميذه
تخرج به علماء وطلاب كثيرون، وممن استفاد منه وروى عنه:
| - علوي بن شيخ بلفقيه - حسن بن محمد المشاط - عمر بن حمدان المحرسي - علوي بن عباس المالكي - سالم بن أحمد بن جندان | - أبو بكر بن عبد الله الحبشي - محمد ياسين الفاداني - محمد بن أحمد الحداد - عبد الله بن عبد القادر بلفقيه - أحمد مشهور الحداد - أحمد بن عمر بازرعة | - إبراهيم الختني - إبراهيم بن عمر بن عقيل - عمر بن عبد الله الخطيب - عبد الله بن حسن بلفقيه - علي بن محمد بن يحيى - سالم بن حفيظ | - علي بن محمد باعبود - محمد بن أحمد الشاطري - محمد بن أحمد بن سميط - حامد بن عبد الهادي الجيلاني - محمد رشاد البيتي |

## رحلاته
سافر ورحل إلى السواحل والحبشة واليمن والحرمين الشريفين وجاوة، فكان في رحلاته داعيًا إلى الله ناشرًا للعلم ومساهمًا في كل ما فيه نفع وصلاح للإسلام والمسلمين. واشتغل بالتدريس في المكلا وزنجبار وجاوة وغيرها. كان دخوله إلى بلاد الحبشة سنة 1328 هـ وسعى في بناء جامع ديرداوا الشهير، وجامع آخر في أديس أبابا. كما وكان من الداعين إلى إقامة مدرسة بازرعة المعروفة في عدن. ثم دخل جاوة سنة 1336 هـ زائرًا، ثم عاد إلى حضرموت ودرّس في رباط العلم الشريف الذي أسسه بمعونة أخيه في قيدون. ولما رأى الأمور والمضايقات تشتد عليه، هاجر من حضرموت إلى إندونيسيا، وكانت مغادرته النهائية في سنة 1341 هـ، وقام بوظيفة الدعوة والتدريس في جزيرة جاوة، وكان أحد مؤسسي جمعية خير ومدرسة دار الأيتام بجاكرتا، وقد أسندت إليه زعامة الرابطة العلوية بها، وله مقالات نفيسة في مجلتها التي كانت تصدر كل شهرين من عام 1346 هـ إلى 1351 هـ. وفي سنة 1353 هـ، أسندت إليه وظيفة الإفتاء في ولاية جوهر من ولايات ماليزيا بتولية من سلطانها إبراهيم بن أبي بكر سلطان جوهر، حيث يقضي قانون البلاد ودستورها أن يكون المفتي من السادة العلويين. ولقي من السلطان المذكور محبة ومبرة، فاستقر فيها حتى أدركته المنية.

## من مآثره
لعل أعظم مآثره مشاركته لأخيه عبد الله بن طاهر في تشييد رباط العلم الشريف بقيدون سنة 1331 هـ، وكانت الأسباب الداعية لإنشاء الرباط هي غلبة الجهل على البوادي المحيطة بقيدون، بل وانتشار الجهل حتى في أبناء البيوت العلمية الفاضلة، بسبب قلة المذكرين وانتشار التعيير بطلب العلم. وقد استقبل الرباط أعدادا من الطلاب من أبناء قيدون ومن الوافدين عليها، وأصبح تقام فيه حلقات لتعليم القرآن الكريم وتدريس الفقه. وعند سفره إلى جاوة صحبة أخيه نشط في السعي لبناء وتأسيس مدرسة لأبناء المهاجرين العرب، وهي المدرسة الخيرية بسورابايا، ونجح في مساعيه وأثمرت جهوده تلك إنشاء المدرسة، التي أصبحت فيما بعد منارة من منارات العلم والنهوض في شرق آسيا.

## مؤلفاته
اشتهر علوي بن طاهر بسعة اطلاعه وبقدرته الباهرة على التصنيف، ساعده على ذلك ذكاؤه وحافظته القوية، فكان التأليف سهلًا عليه، إضافة إلى سرعته في الكتابة. وتنوعت كتاباته إلى مؤلفات في فنون ومواضيع متخصصة، وإلى مقالات نشرت في الصحف، عالج فيها قضايا وقته، وكثيرا من مشكلات مجتمعه الحضرمي، خصوصًا في مهجره الإندونيسي قبل توليه وظيفة الإفتاء في جوهر. وشملت مؤلفاته الشؤون الاجتماعية والسياسية والعقيدة والتاريخ، إضافة إلى تحريره الفتاوى الدينية في دائرة الإفتاء. فصنف أكثر من ستين كتابا، أهمها:
| - «القول الفصل فيما لبني هاشم وقريش والعرب من الفضل» - «الشامل في تاريخ حضرموت ومخالفيها» - «الخلاصة الشافية في الأسانيد العالية» - «الأطراف من أخبار الأشراف» - «دروس السيرة النبوية» - «إعانة الناهض في علم الفرائض» - «الزهر الفائح في تخريج أحاديث النصائح» | - «أنوار القرآن في الرد على دجال قاديان» - «الرد على بعض المتصوفة في تلاعبهم في بلفظ الجلالة» - «عقود الألماس بمناقب الإمام العارف بالله الحبيب أحمد بن حسن العطاس» - «المدخل إلى تاريخ الإسلام في الشرق الأقصى» - «الفرائد اللؤلؤية في القواعد النحوية» - «إثمد البصائر في مذهب المهاجر» - «مجموعة من علوم الفلك» |

## ذريته
خلف ثمانية من البنين ومثلهم من البنات، فأما البنون: طاهر، وحامد، ومحمد الأكبر، وعبد الله، وحسين الأكبر، وعلي، وحسين الأصغر، ومحمد الأصغر.

## وفاته
توفي في مدينة جوهر بماليزيا في التاسع عشر من شهر جمادى الأخرة سنة 1382 هـ، ودفن بمقبرة المحمودية جنوب المدينة.

### استشهادات
1. ↑  Fauzi، Nurulwahidah؛ Yusuf، Abdullah؛ Ladjal، Tarek؛ Mohd Nor، Mohd Roslan (2013). "Hadhrami 'Ulama' Within the Malay-johor Activism: The Role of Sayyid 'Alwi Bin Tahir Al-haddad (1934-1961)" (PDF). Middle-East Journal of Scientific Research. Kuala Lumpur, Malaysia. ج. 13 ع. 3: 354–362. مؤرشف من الأصل (PDF) في 2020-10-26.
2. ↑  "al-Habib Alwi bin Thohir Al - Haddad ( Mufti Johor )". Pustaka Pejaten. مؤرشف من الأصل في 2020-10-20.
3. ↑  المشهور، عبد الرحمن بن محمد (1984). شمس الظهيرة (PDF). جدة، السعودية: عالم المعرفة. ج. الثاني. ص. 558. مؤرشف من الأصل (PDF) في 2020-01-02.